# Черкаські місторії. Мандрівка у часі від Соснівки до Кривалівки
Черкаські місто́рії. Мандрівки у часі від Сосні́вки до Кривалі́вки — книга, літературно-художнє видання, черкаського краєзнавця та журналіста Бориса Юхна про історію міста Черкаси.
Автор книги — Борис Юхно, головний редактор обласної громадсько-політичної газети «Місто».
Передмова до книги написана Анатолієм Кузьмінським, ректором Черкаського національного університету.
У книзі у вільній та легкій для читача мові викладено основні та цікаві сторінки історії міста Черкаси. Видання наповнене власними фотографіями автора та історичним листівками та фотокартками.
У березні 2013 року книга була номінована на обласну премію імені Михайла Максимовича.